# Piz Cagniel
Piz Cagniel är en bergstopp i Schweiz.   Den ligger i regionen Albula och kantonen Graubünden, i den östra delen av landet, 170 km öster om huvudstaden Bern. Toppen på Piz Cagniel är 2 970 meter över havet, eller 252 meter över den omgivande terrängen. Bredden vid basen är 1,4 km.
Terrängen runt Piz Cagniel är bergig åt nordost, men åt sydväst är den kuperad. Trakten runt Piz Cagniel är nära nog obefolkad, med mindre än två invånare per kvadratkilometer.. Närmaste större samhälle är Savognin, 11,0 km norr om Piz Cagniel. 
Trakten runt Piz Cagniel består i huvudsak av gräsmarker.